# 弹道输运
弹道输运（Ballistic transport），是指介质中的电子在输运过程中几乎不会遇到散射。由于没有散射的作用，电子的运动仅遵从牛顿定律。
介质中的电阻一般是由电子散射而产生，这可以是因为杂质、缺陷或者在平衡位置附近震荡的原子/分子引起的散射；也可以是由在气体和液体中自由运动的原子/分子引起的。
在介质中，我们可以定义一个自由程的概念，表示电子可以自由运动的路程。也就是说，在电子与其它物质发生碰撞，然后背离它初始运动方向之前它运动的路程。在很多情况下，我们可以通过减少杂质或者降低温度（当然，这个对半导体行不通）的办法来提高电子的自由程。
当电子的自由程（远）大于介质的尺度时，我们称此为弹道输运，这种情况下，电子只有碰到了边界才会改变运动方向。